# Hajo Schuhmacher
Hans-Joachim Schuhmacher, detto Hajo (Amburgo, 20 ottobre 1946), è un ex bobbista tedesco.

## Biografia
Viene ricordato come vincitore di una medaglia d'argento nella sua disciplina, vittoria avvenuta ai campionati mondiali del 1983 (edizione tenutasi a Lake Placid, Stati Uniti d'America) insieme ai suoi connazionali Gerhard Oechsle, Günther Neuberger e Klaus Kopp
Nell'edizione l'oro andò alla nazionale svizzera, il bronzo all'altra nazionale tedesca. Partecipò alle olimpiadi invernali del 1984.